# Ohlstadt

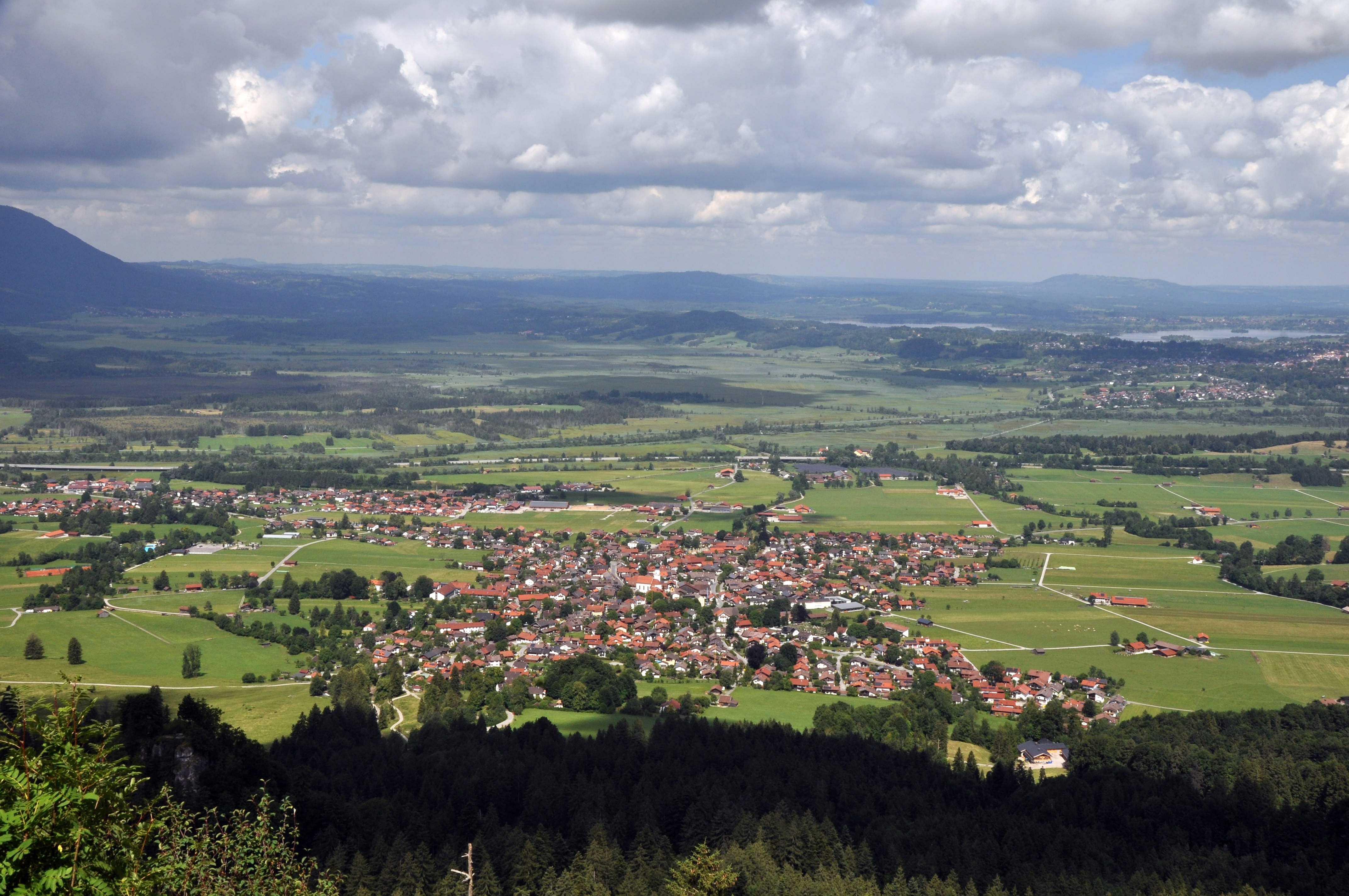
Ohlstadt aus südöstlicher Richtung.

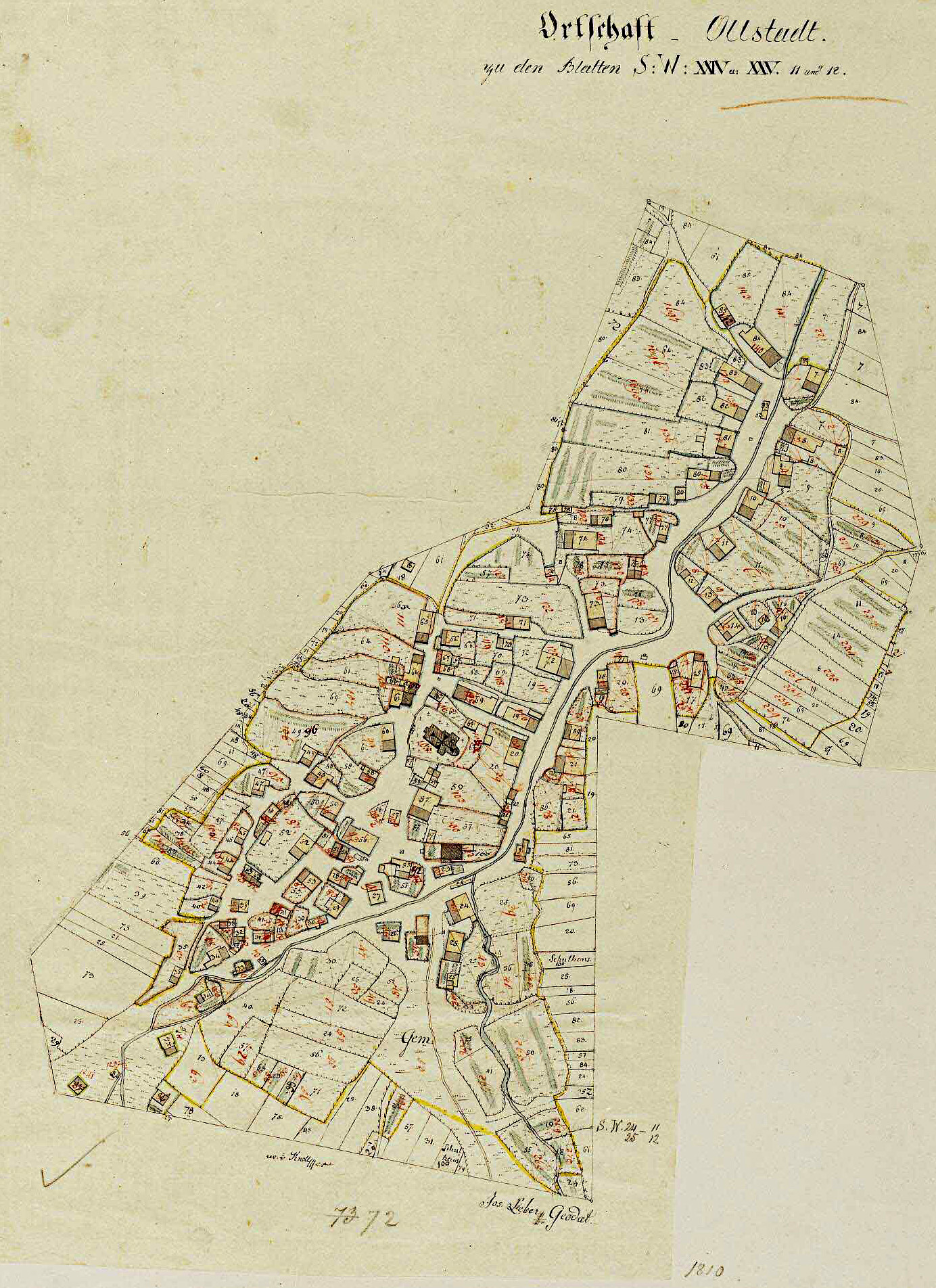
Historische Ortskarte von Ohlstadt von 1810

Ohlstadt ist eine Gemeinde im oberbayerischen Landkreis Garmisch-Partenkirchen. Das gleichnamige Pfarrdorf ist Sitz der Gemeindeverwaltung und der Verwaltungsgemeinschaft Ohlstadt. Der Ort ist Teil der Tourismusregion Das Blaue Land.

## Geografie
Ohlstadt liegt in der Region Werdenfels.
Die Gemeinde hat sieben Gemeindeteile (in Klammern ist der Siedlungstyp angegeben):
- Bartlmämühle (Gut)
- Buchenried (Siedlung)
- Kleinaschau (Einöde)
- Ohlstadt (Pfarrdorf)
- Pömetsried (Einöde)
- Schwaiganger (Dorf)
- Weichs (Weiler)

Es gibt nur die Gemarkung Ohlstadt.

## Geschichte

### Hofmark
In einer Schenkungsurkunde vom 31. Juli 835, in der ein Ehepaar namens Alprich und Imma sowie deren Sohn Diakon Zotto ihren Besitz zu Auwolfstetin dem nahen Kloster Schlehdorf übereignen, tritt der Name Ohlstadt für das Dorf unterm Heimgarten erstmals schriftlich in Erscheinung.
Funde in Weichs im Ortsbereich gehen bis in die Keltenzeit zurück. Eine Besiedlung lässt sich nach den Funden in der Schauenburg (Schauenburger Scherben) bis in die Mittlere bis Späte Bronzezeit um 1700 bis 1250 v. Chr. nachweisen. Ohlstadt ist alter Kulturboden, den im Altertum auch Römer, Germanen und Hunnen durchzogen.
Östlich von Ohlstadt erhebt sich auf einem Felsvorsprung in 904 m die Veste Schauenburg, das alte castrum Skoyenburg, als älteste Höhenburg des Loisachtales. 1096 war Rudolf von Owelstadt Besitzer der Burg. 1414 wurde die Burg durch Münchner Truppen wegen eines langjährigen Rechtsstreits zerstört. In die Ruine, seitdem auch Burgstall Schaumburg genannt, zog der Räuberhauptmann Schneeberger mit sechs Spießgesellen ein; er wurde wegen der Plünderung vorbeiziehender Kaufleute und Flößer gefasst und 1417 in Murnau hingerichtet. Aus dem Herrschaftsbezirk um die Schauenburg entwickelte sich die Hofmarch Ollstadt, die das Kloster Schlehdorf 1493 kaufte und danach die niedere Gerichtsbarkeit bis 1803 ausübte. Während der Klosterherrschaft verfiel die alte, geschichtsträchtige Burg. Heute sind nur noch Reste einer in den Felsen gehauenen Treppe und der Umfassungsmauer vorhanden.
Ohlstadt gehörte zum Kloster Schlehdorf und war dem Bistum Freising zugeordnet. Der Ort war Teil des Kurfürstentums Bayern und bildete eine geschlossene Hofmark, die 1803 mit dem Kloster aufgehoben wurde.
Das Haupt- und Landgestüt in Schwaiganger war von großer Bedeutung, weswegen auch das Wappen von Ohlstadt darauf verweist. Vom 1. Januar 2004 bis Ende 2019 war es das Lehr-, Versuchs- und Fachzentrum für Pferdehaltung der Bayerischen Landesanstalt für Landwirtschaft (LfL). Seit dem 1. Januar 2020 ist Schwaiganger den Bayerischen Staatsgütern zugeordnet.

### Verwaltungsgemeinschaft
Seit der Gebietsreform im Jahre 1978 ist die Gemeinde Ohlstadt Sitz einer Verwaltungsgemeinschaft, zu der die Gemeinden Eschenlohe, Schwaigen und Großweil gehören.

### Einwohnerentwicklung
Zwischen 1988 und 2018 wuchs die Gemeinde von 2721 auf 3248 um 527 Einwohner bzw. um 19,4 %.
- 1970: 2472 Einwohner
- 1987: 2609 Einwohner
- 1991: 2856 Einwohner
- 1995: 3082 Einwohner
- 2000: 3243 Einwohner
- 2005: 3298 Einwohner
- 2010: 3210 Einwohner
- 2015: 3267 Einwohner

## Religion

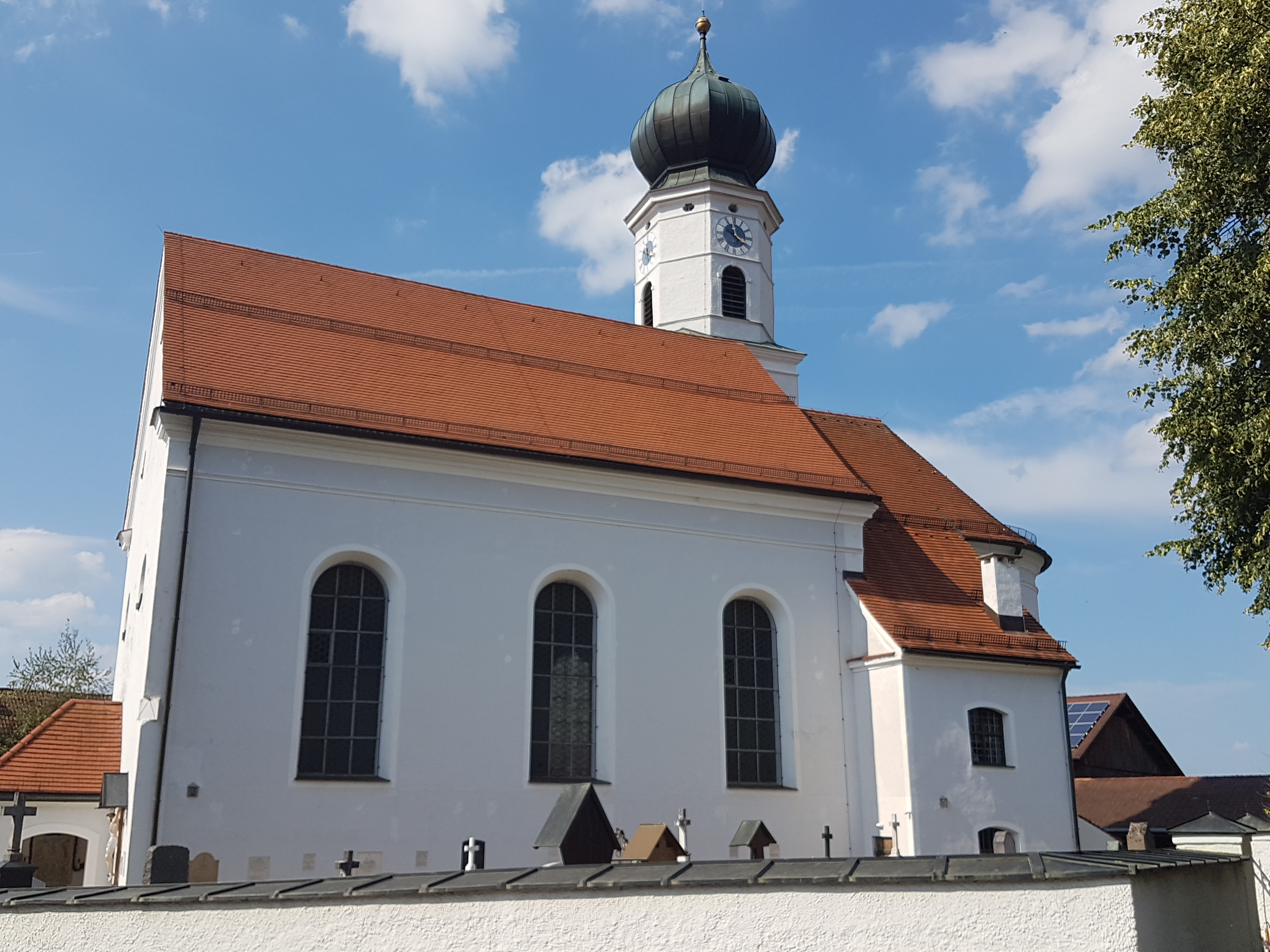
St. Laurentius

Die Bevölkerung ist zu 69,9 % römisch-katholisch, 12,3 % sind evangelisch-lutherisch (Stand 2011).
Die römisch-katholische Pfarrkirche St. Laurentius gehört zum Erzbistum München und Freising. Die heutige Kirche wurde im barocken Stil erbaut und 1762 geweiht.

## Politik

### Bürgermeister
Erster Bürgermeister ist Christian Scheuerer (parteifrei).

### Gemeinderat
Die Gemeinderatswahlen in Bayern seit 2014 ergaben folgende Stimmenanteile bzw. Sitzverteilung:
| Partei/Liste                                                       | 2020  | 2020  | 2014 | 2014  |
| Partei/Liste                                                       | %     | Sitze | %    | Sitze |
| Christlich-Soziale Union in Bayern (CSU)/Dorfgemeinschaft Ohlstadt | 45,62 | 7     | 33,8 | 5     |
| Neue Liste Ohlstadt (NLO)                                          | 35,36 | 6     | 42,5 | 7     |
| Bürgervereinigung Ohlstadt (BVO)                                   | 19,02 | 3     | 23,7 | 4     |

### Wappen
| Wappen von Ohlstadt | Blasonierung: „In Blau über einem silbernen Schöpfrad ein goldener Pferderumpf.“ |
| Wappen von Ohlstadt | Wappenbegründung: Das Wappen Ohlstadts, oben einen Pferdekopf darstellend, versinnbildlicht das nahe gelegene Bayerische Haupt- und Landgestüt Schwaiganger mit seiner tausendjährigen Geschichte. Der untere Teil zeigt ein Wasserrad, das auf die langjährige Wetzsteinmacherei hinweist. |

## Wirtschaft und Infrastruktur

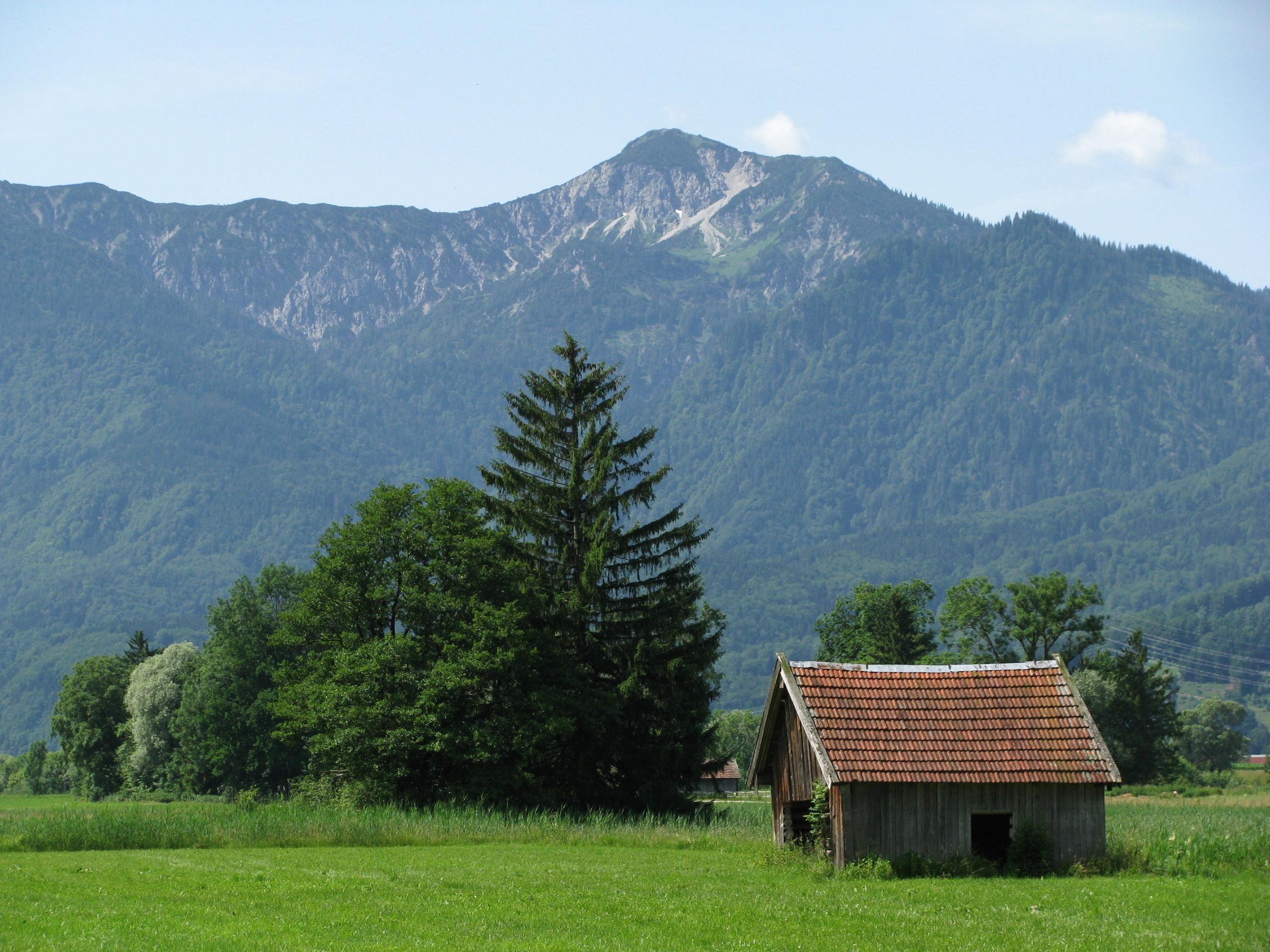
Heimgarten

Es gab 2011 im Bereich der Land- und Forstwirtschaft 39, im produzierenden Gewerbe 129, im Bereich Handel und Verkehr 87, im Bereich der Unternehmensdienstleister 28 und im Bereich öffentlicher und privater Dienstleister 181 sozialversicherungspflichtig Beschäftigte am Arbeitsort. Sozialversicherungspflichtig Beschäftigte am Wohnort gab es insgesamt 1179. Im verarbeitenden Gewerbe gab es keine, im Bauhauptgewerbe im Jahr 2011 zwölf Betriebe mit 69 Beschäftigten.
Zudem bestanden im Jahr 2010 43 landwirtschaftliche Betriebe mit einer landwirtschaftlich genutzten Fläche von 1651 ha.
Die Ohlstadtklinik als Einrichtung der Deutschen Rentenversicherung Nordbayern ist eine Reha- und AHB-Fachklinik für Orthopädie. Sie profitiert von der attraktiven Lage: Ohlstadt ist Ausgangspunkt für Wanderungen auf Voralpengipfel wie Heimgarten und Herzogstand, das Murnauer Moos liegt jenseits der Loisach.

## Verkehr

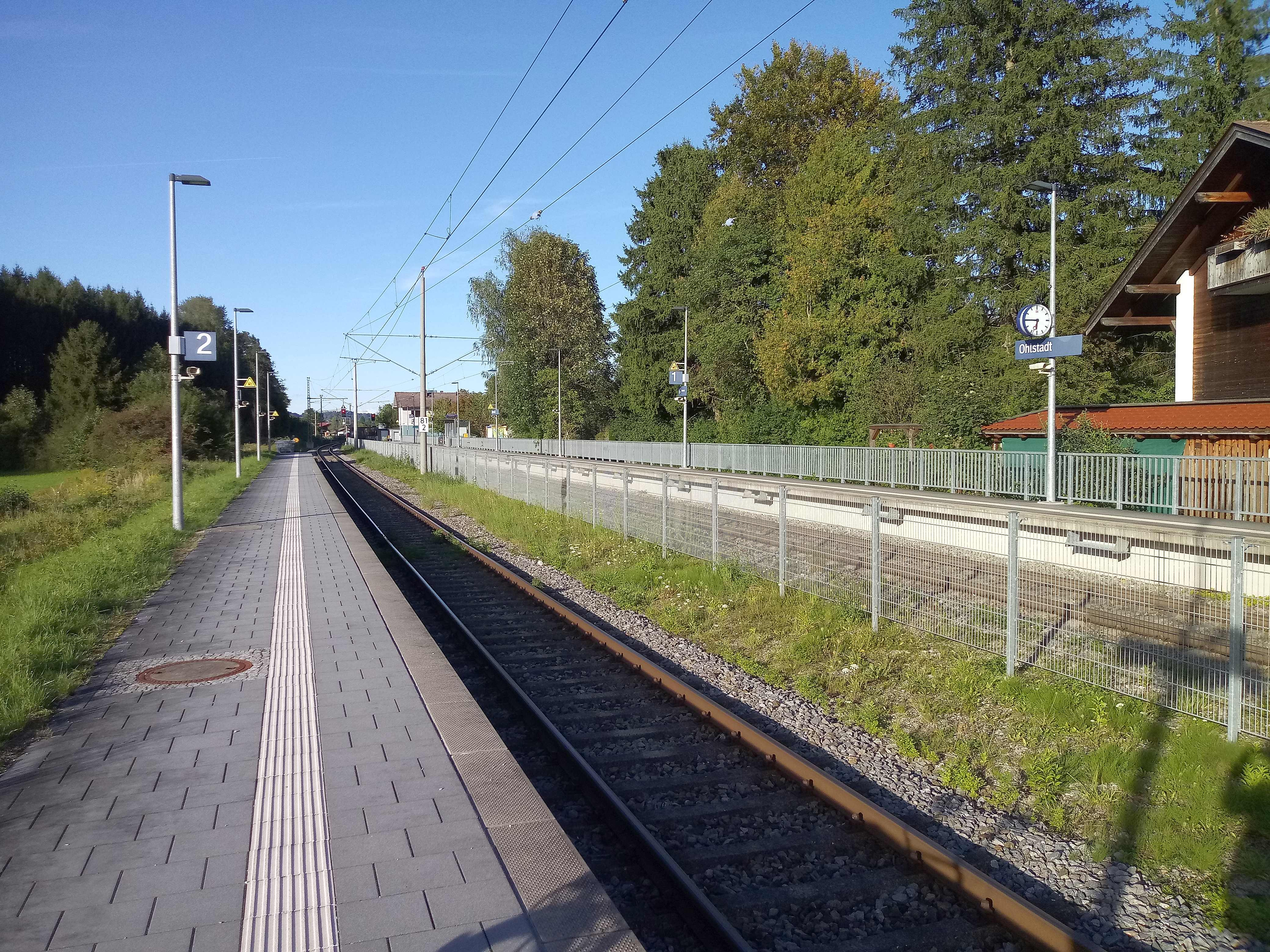
Bahnhof Ohlstadt

### Straßenverkehr
Ohlstadt liegt fast direkt an der Autobahn 95 zwischen München und Garmisch-Partenkirchen, die die Loisach hier auf der Loisachbrücke Ohlstadt überquert, und der Bundesstraße 2. Durch den Ort führt die Staatsstraße 2562.

### Bahnverkehr
Ohlstadt verfügt über einen eigenen Bahnhof an der Bahnstrecke München–Garmisch-Partenkirchen, der zwischen 05:00 Uhr und 23:30 Uhr bis auf die Abendstunden stündlich bedient wird. Der Bahnhof Ohlstadt wurde 2015 barrierefrei ausgebaut, wobei die Bahnsteige nicht mehr parallel zueinander verlaufen, sondern versetzt, was den Bahnsteigwechsel etwas erschwert. Grundsätzlich wird allerdings das 1. Gleis für den Halt genutzt.

### Busverkehr
Folgende Regionalbuslinie (Oberbayernbus) hält in Ohlstadt:
| Linie | Linienbezeichnung | Linienverlauf                                                         |
| ----- | ----------------- | --------------------------------------------------------------------- |
| 9661  | Regionalbus       | Oberbayernbus: Schlehdorf – Großweil – Ohlstadt – Hechendorf – Murnau |

### Radverkehr
Ohlstadt liegt am Bodensee-Königssee-Radweg, welcher in Lindau beginnt und zum Königssee bei Berchtesgaden führt. Er verläuft von Eschenlohe kommend über Ohlstadt und Schwaiganger nach Großweil.

### Luftverkehr
Ohlstadt verfügt seit 2011 über ein Segelfluggelände. Halter und Betreiber ist die Sportfliegergruppe Werdenfels e. V.

## Bildung
Im Jahre 2012 gab es folgende Einrichtungen:
- Kindergärten: 112 Kindergartenplätze mit 92 Kindern
- Volksschule: eine mit sieben Lehrern und 108 Schülern

## Persönlichkeiten
- Maria Anna von Pfalz-Sulzbach, Herzogin von Bayern, 1722–1790. Sie trug mit ihren politischen Kontakten zu König Friedrich I. von Preußen wesentlich dazu bei, dass Bayern seine territoriale Unversehrtheit gegenüber Gebietsansprüchen der Habsburger abwehren konnte.[3] 1789 stiftete sie für Ohlstadt eine Schule.[7] Sie verbrachte die letzten zehn Jahre ihres Lebens in ihrem Gut Schwaiganger bei Ohlstadt.
- Karl Otto (1861–1946), bayerischer Skisportler, befuhr 1890 mit Skiern den Heimgarten, was als erste Skibesteigung eines Alpengipfels gilt.
- Richard von Kühlmann (1873–1948), Diplomat, lebte von 1910 bis 1948 jeweils mehrere Monate im Jahr, ab 1943 ganz in Ohlstadt.
- Thaddäus Robl (1877–1910), Radrennfahrer, geboren in Kleinaschau.
- Adolf Heiß (1882–1945), Reichswehroffizier, der mit dem „Heimatschutzbataillon Heiß“ 1920 in Nürnberg beim Kapp-Putsch gegen demonstrierende Arbeiter vorging.
- Gerhard Klammet (1914–1990), Fotograf und Dokumentarfilmer, wohnte und arbeitete von 1956 bis 1990 in Ohlstadt.
- Edmund Koller (1930–1998), Bobfahrer
- Wolfgang Zimmerer (* 1940), der 1972 zusammen mit Peter Utzschneider als Sportler des SV Ohlstadt eine olympische Goldmedaille im Zweierbob gewann.
- Der Maler Friedrich August von Kaulbach lebte von 1910 bis 1920 in Ohlstadt. 1919 wird er Ehrenbürger von Ohlstadt. Seine Villa ist heute ein Museum und beherbergt auch das Heimatmuseum. Seine Gruft befindet sich im Friedhof der Ohlstädter Kirche. Seine Tochter Mathilde („Quappi“) heiratete 1925 den Maler Max Beckmann und wurde von ihm oft porträtiert.
- Heinrich Döring (1933–2025), römisch-katholischer Theologe.